# Nienasycone
Nienasycone (niem. Wir sind die Nacht) – niemiecki film grozy z 2010 roku. Polski tytuł alternatywny: Jesteśmy nocą. Zdjęcia kręcono w Berlinie.

## Fabuła
Lena, nastolatka z problemami, spotyka na swojej drodze trzy tajemnicze kobiety, które okazują się być wampirzycami. Zostaje przemieniona przez nie w wampira i przyłącza się do nich. W ich towarzystwie czuje się szczęśliwa. Każdej nocy wampirzyce zabijają wiele niewinnych ludzi, a policja rozpoczyna śledztwo. 

## Obsada
- Karoline Herfurth: Lena
- Nina Hoss: Louise
- Jennifer Ulrich: Charlotte
- Anna Fischer: Nora
- Max Riemelt: komisarz Tom Serner
- Arved Birnbaum: komisarz Lummer